# Al-Khazrají
Muwàffaq-ad-Din Abu-l-Hàssan Alí ibn al-Hàssan al-Khazrají az-Zabidí o simplement al-Khazrají, també conegut com a Ibn Wahhàs, fou un historiador sud-aràbic, que va escriure al Iemen en temps dels rassúlides. Va morir el 1410 amb més de 70 anys. Va escriure tres històries del Iemen: una en forma d'anals, una altra que tracta dels fets de cadascuna de les dinasties del país i una tercera redactada en forma de diccionari biogràfic.